# 孟杰民

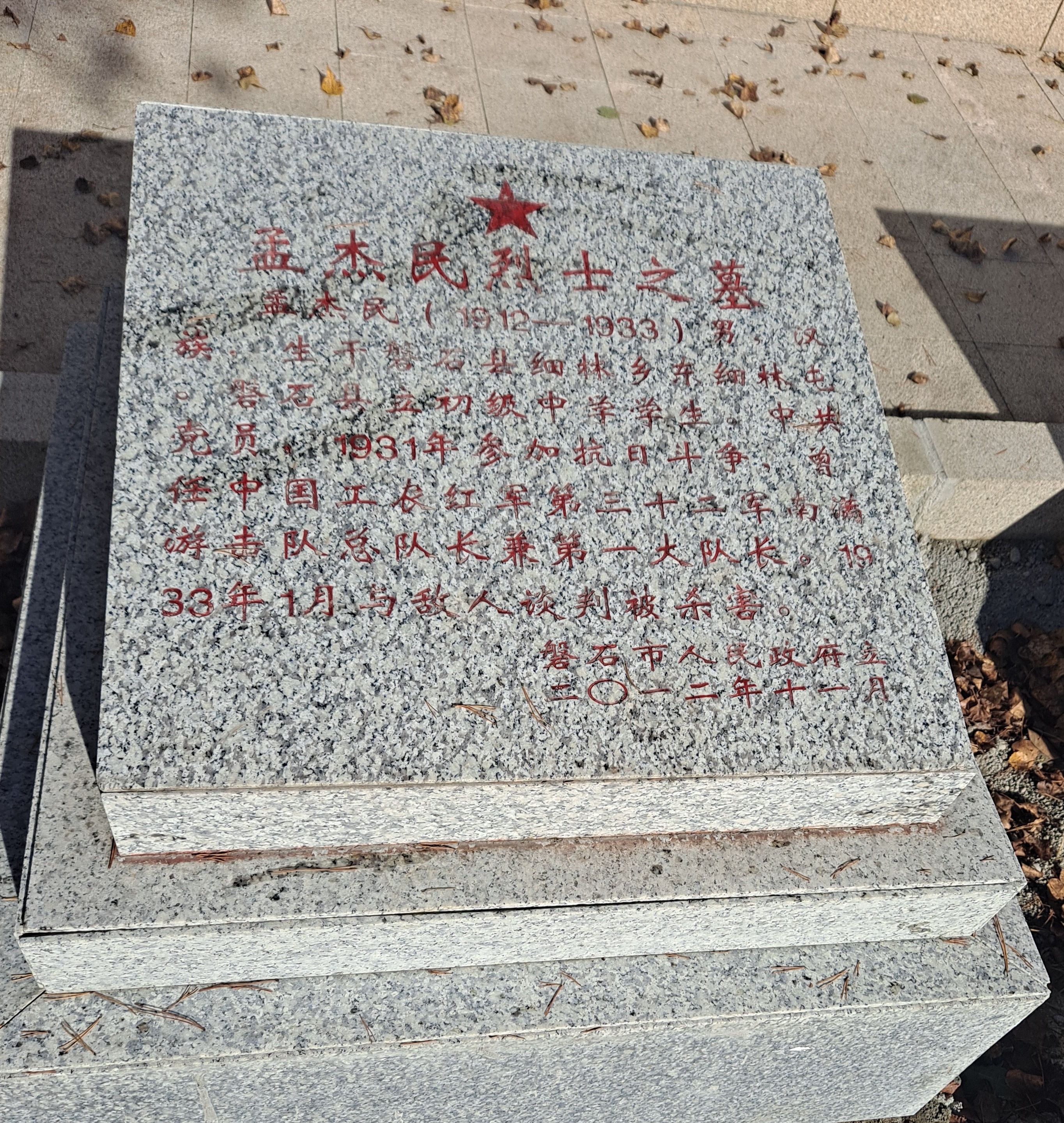
磐石烈士陵园孟杰民墓

孟杰民（1912年—1933年1月），男，吉林省磐石县人，东北抗日联军第1军前身——南满游击队创始人之一。

## 生平
1930年考入磐石县立中学师范讲习班，同年加入中国共产党。1932年6月4日，中共满洲省委组建磐石工农反日义勇军。1932年10月下旬，磐石工农反日义勇军分为四队，孟杰民被任命为二纵队队长。11月，杨靖宇组建中国工农红军第32军南满游击队，孟杰民任总队长兼1大队大队长。1933年1月，孟杰民在与磐石县六区境内长胳膊屯的地主张志仁谈判时被杀害。2014年9月1日，孟杰民被列入中华人民共和国民政部公布的第一批300名著名抗日英烈和英雄群体名录。